# Ulvales
Ulvales es un orden de algas verdes.

## Lista de familias
Según AlgaeBASE:
- familia  Bolbocoleonaceae O'Kelly & Rinkel
- familia  Cloniophoraceae TÉ.L.Carlile, C.J.O'Kelly & TÉ.R.Sherwood
- familia  Jaoaceae Fan
- familia  Kornmanniaceae Golden & Cole
- familia  Phaeophilaceae D.F.Chappell, C.J.O'Kelly, L.W.Wilcox, & G.L.Floyd
- familia  Ulvaceae J.V.Lamouroux ex Dumortier
- no-clasificados Ulvales incertae sedis
- familia  Ulvellaceae Schmidle

Según Catalogue of Life:
- familia  Capsosiphonaceae
- familia  Gayraliaceae
- familia  Kornmanniaceae
- familia  Ulvaceae
- familia  Ulvellaceae

Según ITIS:
- familia Gomontiaceae
- familia Monostromataceae
- familia Ulvaceae

Según NCBI:
- familia  Jaoaceae
  - género Jaoa
- familia Kornmanniaceae
  - género Kornmannia
  - género Percursaria
- familia Monostromataceae
  - género Gayralia
  - género Monostroma
  - género Protomonostroma
  - género Ulvaria
- familia Ulvaceae
  - género Blidingia
  - género Gemina
  - género Ulva
  - género Umbraulva
- familia Ulvellaceae
  - género Acrochaete
  - género Ochlochaete
  - género Ulvella
- no-clasificados Ulvales incertae sedis
  - género Bolbocoleon
  - género Pseudendoclonium
  - género Ruthnielsenia
  - género Tellamia

Según WRMS:
- familia Bolbocoleonaceae
- familia Capsosiphonaceae
- familia Cloniophoraceae
- familia Gayraliaceae
- familia Jaoaceae
- familia Kornmanniaceae
- familia Monostromataceae
- familia Phaeophilaceae
- familia Ulvaceae
- no-clasificados Ulvales incertae sedis
- familia Ulvellaceae